# فهرست جایزه‌ها و نامزدی‌های بنشی‌های اینیشرین
بنشی‌های اینیشرین یک فیلم تراژیکمدی سیاه به کارگردانی، نویسندگی و تهیه‌کنندگی مشترک مارتین مک‌دونا از سال ۲۰۲۲ است. داستان فیلم در سال ۱۹۲۳ در جزیره‌ای دورافتاده و خیالی به نام «اینیشرین» در سواحل غربی ایرلند اتفاق می‌افتد، و دو دوست مادام‌العمر را دنبال می‌کند (کالین فارل و برندن گلیسون) که وقتی یکی از آن‌ها به‌طور ناگهانی به رابطه دوستی‌شان پایان می‌دهد، خود را در بن‌بستی می‌بینند که عواقب نگران‌کننده‌ای برای هر دوی آنها دارد؛ کری کندن و بری کیوگن همچنین در این فیلم حضور دارند. این فیلم به خاطر فیلمنامه و کارگردانی مک‌دونا با استقبال گسترده منتقدان مواجه شد، و موسیقی متن کارتر برول و اجرای بازیگران اصلی تحسین شد. این فیلم همچنین یکی از ده فیلم برتر سال ۲۰۲۲ از سوی هیئت ملی بازبینی فیلم انتخاب شد.
این فیلم نخستین بار در هفتاد و نهمین دوره جشنواره بین‌المللی فیلم ونیز نمایش داده شد، جایی که فارل و مک‌دونا برنده جام ولپی بهترین بازیگر مرد و اوسلای طلایی، شدند. این فیلم همچنین هشت نامزدی پیشرو در هشتادمین مراسم گلدن گلوب دریافت کرد، که بیشترین تعداد کسب‌شده توسط هر فیلمی پس از کوهستان سرد (۲۰۰۳) در سال ۲۰۰۴ است، و برنده سه جایزه از جمله بهترین فیلم - موزیکال یا کمدی، بهترین بازیگر مرد - موزیکال یا کمدی (برای فارل) و بهترین فیلمنامه شد.

## جوایز و نامزدی‌ها
| جایزه                                     | تاریخ مراسم    | رده                                                        | دریافت‌کننده                                             | نتیجه      | منبع   |
| ----------------------------------------- | -------------- | ---------------------------------------------------------- | ------------------------------------------------------- | ---------- | ------ |
| جوایز اکتا                                | ۲۴ فوریه ۲۰۲۳  | بهترین فیلم                                                | بنشی‌های اینیشرین                                        | نامزدشده   | [ ۶ ]  |
| جوایز اکتا                                | ۲۴ فوریه ۲۰۲۳  | بهترین کارگردانی                                           | مارتین مک‌دونا                                           | نامزدشده   | [ ۶ ]  |
| جوایز اکتا                                | ۲۴ فوریه ۲۰۲۳  | بهترین بازیگر مرد                                          | کالین فارل                                              | نامزدشده   | [ ۶ ]  |
| جوایز اکتا                                | ۲۴ فوریه ۲۰۲۳  | بهترین بازیگر نقش مکمل مرد                                 | برندن گلیسون                                            | برنده      | [ ۶ ]  |
| جوایز اکتا                                | ۲۴ فوریه ۲۰۲۳  | بهترین بازیگر نقش مکمل زن                                  | کری کندن                                                | برنده      | [ ۶ ]  |
| جوایز اکتا                                | ۲۴ فوریه ۲۰۲۳  | بهترین فیلمنامه                                            | مارتین مک‌دونا                                           | برنده      | [ ۶ ]  |
| جوایز فیلم‌های ای‌ای‌آرپی برای بزرگسالان     | ۲۸ ژانویه ۲۰۲۳ | بهترین بازیگر نقش مکمل مرد                                 | برندن گلیسون                                            | نامزدشده   | [ ۷ ]  |
| جوایز اسکار                               | ۱۲ مارس ۲۰۲۳   | بهترین فیلم                                                | گراهام برودبنت، پیتر چرنین, و مارتین مک‌دونا             | نامزدشده   | [ ۸ ]  |
| جوایز اسکار                               | ۱۲ مارس ۲۰۲۳   | جایزه اسکار بهترین کارگردانی                               | مارتین مک‌دونا                                           | نامزدشده   | [ ۸ ]  |
| جوایز اسکار                               | ۱۲ مارس ۲۰۲۳   | بهترین بازیگر مرد                                          | کالین فارل                                              | نامزدشده   | [ ۸ ]  |
| جوایز اسکار                               | ۱۲ مارس ۲۰۲۳   | بهترین بازیگر نقش مکمل مرد                                 | برندن گلیسون                                            | نامزدشده   | [ ۸ ]  |
| جوایز اسکار                               | ۱۲ مارس ۲۰۲۳   | بهترین بازیگر نقش مکمل مرد                                 | بری کیوگن                                               | نامزدشده   | [ ۸ ]  |
| جوایز اسکار                               | ۱۲ مارس ۲۰۲۳   | بهترین بازیگر نقش مکمل زن                                  | کری کندن                                                | نامزدشده   | [ ۸ ]  |
| جوایز اسکار                               | ۱۲ مارس ۲۰۲۳   | بهترین فیلم‌نامه غیراقتباسی                                 | مارتین مک‌دونا                                           | نامزدشده   | [ ۸ ]  |
| جوایز اسکار                               | ۱۲ مارس ۲۰۲۳   | جایزه اسکار بهترین تدوین                                   | میکل ئی. جی. نیسن                                       | نامزدشده   | [ ۸ ]  |
| جوایز اسکار                               | ۱۲ مارس ۲۰۲۳   | جایزه اسکار بهترین موسیقی فیلم                             | کارتر برول                                              | نامزدشده   | [ ۸ ]  |
| اتحادیه زنان روزنامه‌نگار سینمایی          | ۵ ژانویه ۲۰۲۳  | بهترین فیلم                                                | بنشی‌های اینیشرین                                        | برنده      | [ ۹ ]  |
| اتحادیه زنان روزنامه‌نگار سینمایی          | ۵ ژانویه ۲۰۲۳  | بهترین کارگردان                                            | مارتین مک‌دونا                                           | نامزدشده   | [ ۹ ]  |
| اتحادیه زنان روزنامه‌نگار سینمایی          | ۵ ژانویه ۲۰۲۳  | بهترین بازیگر مرد                                          | کالین فارل                                              | برنده      | [ ۹ ]  |
| اتحادیه زنان روزنامه‌نگار سینمایی          | ۵ ژانویه ۲۰۲۳  | بهترین بازیگر مرد در نقش مکمل                              | برندن گلیسون                                            | نامزدشده   | [ ۹ ]  |
| اتحادیه زنان روزنامه‌نگار سینمایی          | ۵ ژانویه ۲۰۲۳  | بهترین بازیگر مرد در نقش مکمل                              | بری کیوگن                                               | نامزدشده   | [ ۹ ]  |
| اتحادیه زنان روزنامه‌نگار سینمایی          | ۵ ژانویه ۲۰۲۳  | بهترین بازیگر زن در نقش مکمل                               | کری کندن                                                | برنده      | [ ۹ ]  |
| اتحادیه زنان روزنامه‌نگار سینمایی          | ۵ ژانویه ۲۰۲۳  | بهترین فیلمنامهٔ اصلی                                       | مارتین مک‌دونا                                           | برنده      | [ ۹ ]  |
| اتحادیه زنان روزنامه‌نگار سینمایی          | ۵ ژانویه ۲۰۲۳  | بهترین گروه بازیگران – انتخاب بازیگران                     | لوئیس کیلی                                              | نامزدشده   | [ ۹ ]  |
| اتحادیه زنان روزنامه‌نگار سینمایی          | ۵ ژانویه ۲۰۲۳  | بهترین فیلمبرداری                                          | بن دیویس                                                | نامزدشده   | [ ۹ ]  |
| جوایز مؤسسه فیلم آمریکا                   | ۹ دسامبر ۲۰۲۲  | ذکر ویژه AFI                                               | بنشی‌های اینیشرین                                        | برنده      | [ ۱۰ ] |
| انجمن منتقدان فیلم آستین                  | ۱۰ ژانویه ۲۰۲۳ | ده فیلم برتر                                               | بنشی‌های اینیشرین                                        | رتبه دوم   | [ ۱۱ ] |
| انجمن منتقدان فیلم آستین                  | ۱۰ ژانویه ۲۰۲۳ | بهترین کارگردان                                            | مارتین مک‌دونا                                           | برنده      | [ ۱۱ ] |
| انجمن منتقدان فیلم آستین                  | ۱۰ ژانویه ۲۰۲۳ | بهترین بازیگر مرد                                          | کالین فارل                                              | برنده      | [ ۱۱ ] |
| انجمن منتقدان فیلم آستین                  | ۱۰ ژانویه ۲۰۲۳ | بهترین بازیگر نقش مکمل مرد                                 | برندن گلیسون                                            | نامزدشده   | [ ۱۱ ] |
| انجمن منتقدان فیلم آستین                  | ۱۰ ژانویه ۲۰۲۳ | بهترین بازیگر نقش مکمل مرد                                 | بری کیوگان                                              | نامزدشده   | [ ۱۱ ] |
| انجمن منتقدان فیلم آستین                  | ۱۰ ژانویه ۲۰۲۳ | بهترین بازیگر نقش مکمل زن                                  | کری کندن                                                | نامزدشده   | [ ۱۱ ] |
| انجمن منتقدان فیلم آستین                  | ۱۰ ژانویه ۲۰۲۳ | بهترین فیلمنامه اصلی                                       | مارتین مک‌دونا                                           | نامزدشده   | [ ۱۱ ] |
| انجمن منتقدان فیلم آستین                  | ۱۰ ژانویه ۲۰۲۳ | بهترین موسیقی متن                                          | کارتر برول                                              | نامزدشده   | [ ۱۱ ] |
| انجمن منتقدان فیلم آستین                  | ۱۰ ژانویه ۲۰۲۳ | بهترین گروه بازیگران                                       | بنشی‌های اینیشرین                                        | نامزدشده   | [ ۱۱ ] |
| انجمن منتقدان فیلم بوستون                 | ۱۱ دسامبر ۲۰۲۲ | بهترین فیلم انگلیسی‌زبان                                    | بنشی‌های اینیشرین                                        | برنده      | [ ۱۲ ] |
| انجمن منتقدان فیلم بوستون                 | ۱۱ دسامبر ۲۰۲۲ | بهترین بازیگر نقش اول مرد                                  | کالین فارل                                              | برنده      | [ ۱۲ ] |
| انجمن منتقدان فیلم بوستون                 | ۱۱ دسامبر ۲۰۲۲ | بهترین بازیگر نقش مکمل زن                                  | کری کندن                                                | برنده      | [ ۱۲ ] |
| انجمن منتقدان فیلم بوستون                 | ۱۱ دسامبر ۲۰۲۲ | بهترین فیلمنامه اصلی                                       | مارتین مک‌دونا                                           | برنده      | [ ۱۲ ] |
| جوایز فیلم بفتا                           | ۱۹ فوریه ۲۰۲۳  | جایزه بفتای بهترین فیلم                                    | گراهام برودبنت، پیتر چرنین و مارتین مک‌دونا              | نامزدشده   | [ ۱۳ ] |
| جوایز فیلم بفتا                           | ۱۹ فوریه ۲۰۲۳  | فیلم بریتانیایی برجسته                                     | گراهام برودبنت، پیتر چرنین و مارتین مک‌دونا              | برنده      | [ ۱۳ ] |
| جوایز فیلم بفتا                           | ۱۹ فوریه ۲۰۲۳  | بهترین کارگردانی                                           | مارتین مک‌دونا                                           | نامزدشده   | [ ۱۳ ] |
| جوایز فیلم بفتا                           | ۱۹ فوریه ۲۰۲۳  | بهترین بازیگر نقش اول مرد                                  | کالین فارل                                              | نامزدشده   | [ ۱۳ ] |
| جوایز فیلم بفتا                           | ۱۹ فوریه ۲۰۲۳  | بهترین بازیگر نقش مکمل مرد                                 | برندن گلیسون                                            | نامزدشده   | [ ۱۳ ] |
| جوایز فیلم بفتا                           | ۱۹ فوریه ۲۰۲۳  | بهترین بازیگر نقش مکمل مرد                                 | بری کیوگن                                               | برنده      | [ ۱۳ ] |
| جوایز فیلم بفتا                           | ۱۹ فوریه ۲۰۲۳  | بهترین بازیگر نقش مکمل زن                                  | کری کندن                                                | برنده      | [ ۱۳ ] |
| جوایز فیلم بفتا                           | ۱۹ فوریه ۲۰۲۳  | بهترین فیلم‌نامه اصلی                                       | مارتین مک‌دونا                                           | برنده      | [ ۱۳ ] |
| جوایز فیلم بفتا                           | ۱۹ فوریه ۲۰۲۳  | بهترین تدوین                                               | میکل ئی. جی. نیسن                                       | برنده      | [ ۱۳ ] |
| جوایز فیلم بفتا                           | ۱۹ فوریه ۲۰۲۳  | بهترین موسیقی فیلم                                         | کارتر برول                                              | برنده      | [ ۱۳ ] |
| جوایز فیلم به انتخاب منتقدان              | ۱۵ ژانویه ۲۰۲۳ | بهترین فیلم                                                | بنشی‌های اینیشرین                                        | نامزدشده   | [ ۱۴ ] |
| جوایز فیلم به انتخاب منتقدان              | ۱۵ ژانویه ۲۰۲۳ | بهترین کمدی                                                | بنشی‌های اینیشرین                                        | نامزدشده   | [ ۱۴ ] |
| جوایز فیلم به انتخاب منتقدان              | ۱۵ ژانویه ۲۰۲۳ | بهترین کارگردانی                                           | مارتین مک‌دونا                                           | نامزدشده   | [ ۱۴ ] |
| جوایز فیلم به انتخاب منتقدان              | ۱۵ ژانویه ۲۰۲۳ | بهترین بازیگر مرد                                          | کالین فارل                                              | نامزدشده   | [ ۱۴ ] |
| جوایز فیلم به انتخاب منتقدان              | ۱۵ ژانویه ۲۰۲۳ | بهترین بازیگر نقش مکمل مرد                                 | برندن گلیسون                                            | نامزدشده   | [ ۱۴ ] |
| جوایز فیلم به انتخاب منتقدان              | ۱۵ ژانویه ۲۰۲۳ | بهترین بازیگر نقش مکمل مرد                                 | بری کیوگان                                              | نامزدشده   | [ ۱۴ ] |
| جوایز فیلم به انتخاب منتقدان              | ۱۵ ژانویه ۲۰۲۳ | بهترین بازیگر نقش مکمل زن                                  | کری کندن                                                | نامزدشده   | [ ۱۴ ] |
| جوایز فیلم به انتخاب منتقدان              | ۱۵ ژانویه ۲۰۲۳ | بهترین فیلم‌نامه غیر اقتباسی                                | مارتین مک‌دونا                                           | نامزدشده   | [ ۱۴ ] |
| جوایز فیلم به انتخاب منتقدان              | ۱۵ ژانویه ۲۰۲۳ | جایزه گزینش منتقدان برای بهترین گروه بازیگری               | بنشی‌های اینیشرین                                        | نامزدشده   | [ ۱۴ ] |
| انجمن منتقدان فیلم شیکاگو                 | ۱۴ دسامبر ۲۰۲۲ | بهترین فیلم                                                | بنشی‌های اینیشرین                                        | برنده      | [ ۱۵ ] |
| انجمن منتقدان فیلم شیکاگو                 | ۱۴ دسامبر ۲۰۲۲ | بهترین بازیگر مرد                                          | کالین فارل                                              | برنده      | [ ۱۵ ] |
| انجمن منتقدان فیلم شیکاگو                 | ۱۴ دسامبر ۲۰۲۲ | بهترین بازیگر نقش مکمل مرد                                 | برندن گلیسون                                            | نامزدشده   | [ ۱۵ ] |
| انجمن منتقدان فیلم شیکاگو                 | ۱۴ دسامبر ۲۰۲۲ | بهترین بازیگر نقش مکمل مرد                                 | بری کیوگان                                              | نامزدشده   | [ ۱۵ ] |
| انجمن منتقدان فیلم شیکاگو                 | ۱۴ دسامبر ۲۰۲۲ | بهترین بازیگر نقش مکمل زن                                  | کری کندن                                                | برنده      | [ ۱۵ ] |
| انجمن منتقدان فیلم شیکاگو                 | ۱۴ دسامبر ۲۰۲۲ | بهترین فیلمنامه اصلی                                       | مارتین مک‌دونا                                           | برنده      | [ ۱۵ ] |
| انجمن منتقدان فیلم شیکاگو                 | ۱۴ دسامبر ۲۰۲۲ | بهترین موسیقی متن اصلی                                     | کارتر بورول                                             | نامزدشده   | [ ۱۵ ] |
| انجمن منتقدان فیلم دالاس‌فورت وورث         | ۱۹ دسامبر ۲۰۲۲ | بهترین تصویر                                               | بنشی‌های اینیشرین                                        | رتبه دوم   | [ ۱۶ ] |
| انجمن منتقدان فیلم دالاس‌فورت وورث         | ۱۹ دسامبر ۲۰۲۲ | بهترین کارگردان                                            | مارتین مک‌دونا                                           | رتبه چهارم | [ ۱۶ ] |
| انجمن منتقدان فیلم دالاس‌فورت وورث         | ۱۹ دسامبر ۲۰۲۲ | بهترین بازیگر نقش اول مرد                                  | کالین فارل                                              | برنده      | [ ۱۶ ] |
| انجمن منتقدان فیلم دالاس‌فورت وورث         | ۱۹ دسامبر ۲۰۲۲ | بهترین بازیگر نقش مکمل مرد                                 | برندن گلیسون                                            | رتبه دوم   | [ ۱۶ ] |
| انجمن منتقدان فیلم دالاس‌فورت وورث         | ۱۹ دسامبر ۲۰۲۲ | بهترین بازیگر نقش مکمل زن                                  | کری کندن                                                | برنده      | [ ۱۶ ] |
| انجمن منتقدان فیلم دالاس‌فورت وورث         | ۱۹ دسامبر ۲۰۲۲ | بهترین فیلمنامه                                            | مارتین مک‌دونا                                           | برنده      | [ ۱۶ ] |
| جایزه انجمن کارگردانان آمریکا             | ۱۸ فوریه ۲۰۲۳  | دستاورد برجسته کارگردانی در فیلم بلند سینمایی              | مارتین مک‌دونا                                           | نامزدشده   | [ ۱۷ ] |
| حلقه منتقدان فیلم فلوریدا                 | ۲۲ دسامبر ۲۰۲۲ | بهترین بازیگر مرد                                          | کالین فارل                                              | برنده      | [ ۱۸ ] |
| حلقه منتقدان فیلم فلوریدا                 | ۲۲ دسامبر ۲۰۲۲ | بهترین بازیگر نقش مکمل مرد                                 | برندن گلیسون                                            | نامزدشده   | [ ۱۸ ] |
| حلقه منتقدان فیلم فلوریدا                 | ۲۲ دسامبر ۲۰۲۲ | بهترین بازیگر نقش مکمل زن                                  | کری کندن                                                | نامزدشده   | [ ۱۸ ] |
| حلقه منتقدان فیلم فلوریدا                 | ۲۲ دسامبر ۲۰۲۲ | بهترین فیلمنامه اصلی                                       | مارتین مک‌دونا                                           | رتبه دوم   | [ ۱۸ ] |
| حلقه منتقدان فیلم فلوریدا                 | ۲۲ دسامبر ۲۰۲۲ | بهترین گروه بازیگران                                       | بنشی‌های اینیشرین                                        | نامزدشده   | [ ۱۸ ] |
| انجمن منتقدان فیلم جورجیا                 | ۱۳ ژانویه ۲۰۲۳ | بهترین تصویر                                               | بنشی‌های اینیشرین                                        | نامزدشده   | [ ۱۹ ] |
| انجمن منتقدان فیلم جورجیا                 | ۱۳ ژانویه ۲۰۲۳ | بهترین بازیگر مرد                                          | کالین فارل                                              | برنده      | [ ۱۹ ] |
| انجمن منتقدان فیلم جورجیا                 | ۱۳ ژانویه ۲۰۲۳ | بهترین بازیگر نقش مکمل مرد                                 | برندن گلیسون                                            | رتبه دوم   | [ ۱۹ ] |
| انجمن منتقدان فیلم جورجیا                 | ۱۳ ژانویه ۲۰۲۳ | بهترین بازیگر نقش مکمل مرد                                 | بری کیوگان                                              | نامزدشده   | [ ۱۹ ] |
| انجمن منتقدان فیلم جورجیا                 | ۱۳ ژانویه ۲۰۲۳ | بهترین بازیگر نقش مکمل زن                                  | کری کندن                                                | نامزدشده   | [ ۱۹ ] |
| انجمن منتقدان فیلم جورجیا                 | ۱۳ ژانویه ۲۰۲۳ | بهترین فیلمنامه اصلی                                       | مارتین مک‌دونا                                           | رتبه دوم   | [ ۱۹ ] |
| انجمن منتقدان فیلم جورجیا                 | ۱۳ ژانویه ۲۰۲۳ | بهترین گروه بازیگران                                       | بنشی‌های اینیشرین                                        | نامزدشده   | [ ۱۹ ] |
| جوایز گلدن گلوب                           | ۱۰ ژانویهٔ ۲۰۲۳ | بهترین فیلم – موزیکال یا کمدی                              | بنشی‌های اینیشرین                                        | برنده      | [ ۵ ]  |
| جوایز گلدن گلوب                           | ۱۰ ژانویهٔ ۲۰۲۳ | بهترین کارگردانی                                           | مارتین مک‌دونا                                           | نامزدشده   | [ ۵ ]  |
| جوایز گلدن گلوب                           | ۱۰ ژانویهٔ ۲۰۲۳ | بهترین بازیگر مرد – فیلم موزیکال یا کمدی                   | کالین فارل                                              | برنده      | [ ۵ ]  |
| جوایز گلدن گلوب                           | ۱۰ ژانویهٔ ۲۰۲۳ | بهترین بازیگر نقش مکمل مرد                                 | برندن گلیسون                                            | نامزدشده   | [ ۵ ]  |
| جوایز گلدن گلوب                           | ۱۰ ژانویهٔ ۲۰۲۳ | بهترین بازیگر نقش مکمل مرد                                 | بری کیوگان                                              | نامزدشده   | [ ۵ ]  |
| جوایز گلدن گلوب                           | ۱۰ ژانویهٔ ۲۰۲۳ | بهترین بازیگر نقش مکمل زن                                  | کری کندن                                                | نامزدشده   | [ ۵ ]  |
| جوایز گلدن گلوب                           | ۱۰ ژانویهٔ ۲۰۲۳ | بهترین فیلم‌نامه                                            | مارتین مک‌دونا                                           | برنده      | [ ۵ ]  |
| جوایز گلدن گلوب                           | ۱۰ ژانویهٔ ۲۰۲۳ | بهترین موسیقی                                              | کارتر بورول                                             | نامزدشده   | [ ۵ ]  |
| جوایز قرقره طلایی                         | ۲۶ فوریه ۲۰۲۳  | دستاورد برجسته در ویرایش صدا - گفتگوی ویژه                 | یواکیم سوندستروم، سایمون چیس، ربکا گلاور و جولین ناودین | برنده      | [ ۲۰ ] |
| جوایز گاتهام                              | ۲۸ نوامبر ۲۰۲۲ | بهترین فیلم بلند بین‌المللی                                 | بنشی‌های اینیشرین                                        | نامزدشده   | [ ۲۱ ] |
| انجمن منتقدان هالیوود                     | ۲۴ فوریه ۲۰۲۳  | بهترین تصویر                                               | بنشی‌های اینیشرین                                        | نامزدشده   | [ ۲۲ ] |
| انجمن منتقدان هالیوود                     | ۲۴ فوریه ۲۰۲۳  | بهترین کارگردان                                            | مارتین مک‌دونا                                           | نامزدشده   | [ ۲۲ ] |
| انجمن منتقدان هالیوود                     | ۲۴ فوریه ۲۰۲۳  | بهترین بازیگر مرد                                          | کالین فارل                                              | نامزدشده   | [ ۲۲ ] |
| انجمن منتقدان هالیوود                     | ۲۴ فوریه ۲۰۲۳  | بهترین بازیگر نقش مکمل مرد                                 | بری کیوگان                                              | نامزدشده   | [ ۲۲ ] |
| انجمن منتقدان هالیوود                     | ۲۴ فوریه ۲۰۲۳  | بهترین بازیگر نقش مکمل مرد                                 | برندن گلیسون                                            | نامزدشده   | [ ۲۲ ] |
| انجمن منتقدان هالیوود                     | ۲۴ فوریه ۲۰۲۳  | بهترین بازیگر نقش مکمل زن                                  | کری کندن                                                | نامزدشده   | [ ۲۲ ] |
| انجمن منتقدان هالیوود                     | ۲۴ فوریه ۲۰۲۳  | بهترین فیلمنامه اصلی                                       | مارتین مک‌دونا                                           | نامزدشده   | [ ۲۲ ] |
| انجمن منتقدان هالیوود                     | ۱۷ فوریه ۲۰۲۳  | بهترین موسیقی متن                                          | کارتر بورول                                             | نامزدشده   | [ ۲۳ ] |
| جایزه موسیقی هالیوود                      | ۱۶ نوامبر ۲۰۲۲ | بهترین موسیقی متن اصلی در یک فیلم بلند                     | کارتر بورول                                             | نامزدشده   | [ ۲۴ ] |
| جامعه منتقدان فیلم هیوستون                | ۱۸ فوریه ۲۰۲۳  | بهترین تصویر                                               | بنشی‌های اینیشرین                                        | نامزدشده   | [ ۲۵ ] |
| جامعه منتقدان فیلم هیوستون                | ۱۸ فوریه ۲۰۲۳  | بهترین کارگردان                                            | مارتین مک‌دونا                                           | نامزدشده   | [ ۲۵ ] |
| جامعه منتقدان فیلم هیوستون                | ۱۸ فوریه ۲۰۲۳  | بهترین بازیگر مرد                                          | کالین فارل                                              | برنده      | [ ۲۵ ] |
| جامعه منتقدان فیلم هیوستون                | ۱۸ فوریه ۲۰۲۳  | بهترین بازیگر نقش مکمل مرد                                 | برندن گلیسون                                            | نامزدشده   | [ ۲۵ ] |
| جامعه منتقدان فیلم هیوستون                | ۱۸ فوریه ۲۰۲۳  | بهترین بازیگر نقش مکمل مرد                                 | بری کیوگان                                              | نامزدشده   | [ ۲۵ ] |
| جامعه منتقدان فیلم هیوستون                | ۱۸ فوریه ۲۰۲۳  | بهترین بازیگر نقش مکمل زن                                  | کری کندن                                                | برنده      | [ ۲۵ ] |
| جامعه منتقدان فیلم هیوستون                | ۱۸ فوریه ۲۰۲۳  | بهترین فیلمنامه                                            | مارتین مک‌دونا                                           | برنده      | [ ۲۵ ] |
| جامعه منتقدان فیلم هیوستون                | ۱۸ فوریه ۲۰۲۳  | بهترین موسیقی متن اصلی                                     | کارتر بورول                                             | نامزدشده   | [ ۲۵ ] |
| جامعه منتقدان فیلم هیوستون                | ۱۸ فوریه ۲۰۲۳  | بهترین گروه بازیگران                                       | بنشی‌های اینیشرین                                        | نامزدشده   | [ ۲۵ ] |
| حلقه منتقدان فیلم لندن                    | ۵ فوریه ۲۰۲۳   | فیلم سال                                                   | بنشی‌های اینیشرین                                        | نامزدشده   | [ ۲۶ ] |
| حلقه منتقدان فیلم لندن                    | ۵ فوریه ۲۰۲۳   | فیلم سال بریتانیا/ایرلند                                   | بنشی‌های اینیشرین                                        | برنده      | [ ۲۶ ] |
| حلقه منتقدان فیلم لندن                    | ۵ فوریه ۲۰۲۳   | کارگردان سال                                               | مارتین مک‌دونا                                           | نامزدشده   | [ ۲۶ ] |
| حلقه منتقدان فیلم لندن                    | ۵ فوریه ۲۰۲۳   | بازیگر سال                                                 | کالین فارل                                              | برنده      | [ ۲۶ ] |
| حلقه منتقدان فیلم لندن                    | ۵ فوریه ۲۰۲۳   | جایزه حلقه منتقدان فیلم لندن برای بهترین بازیگر بریتانیایی | کالین فارل                                              | نامزدشده   | [ ۲۶ ] |
| حلقه منتقدان فیلم لندن                    | ۵ فوریه ۲۰۲۳   | بازیگر نقش مکمل سال                                        | برندن گلیسون                                            | نامزدشده   | [ ۲۶ ] |
| حلقه منتقدان فیلم لندن                    | ۵ فوریه ۲۰۲۳   | بازیگر نقش مکمل سال                                        | بری کیوگان                                              | برنده      | [ ۲۶ ] |
| حلقه منتقدان فیلم لندن                    | ۵ فوریه ۲۰۲۳   | بازیگر نقش مکمل زن سال                                     | کری کندن                                                | برنده      | [ ۲۶ ] |
| حلقه منتقدان فیلم لندن                    | ۵ فوریه ۲۰۲۳   | فیلمنامه‌نویس سال                                           | مارتین مک‌دونا                                           | برنده      | [ ۲۶ ] |
| انجمن منتقدان فیلم لس آنجلس               | ۱۱ دسامبر ۲۰۲۲ | بهترین فیلمنامه                                            | مارتین مک‌دونا                                           | رتبه دوم   | [ ۲۷ ] |
| جشنواره فیلم دره میل                      | ۱۸ اکتبر ۲۰۲۲  | مورد علاقه تماشاگران - سینمای جهان                         | بنشی‌های اینیشرین                                        | برنده      | [ ۲۸ ] |
| هیئت ملی بازبینی فیلم                     | ۸ دسامبر ۲۰۲۲  | ۱۰ فیلم برتر هیئت ملی بازبینی فیلم                         | بنشی‌های اینیشرین                                        | برنده      | [ ۱ ]  |
| هیئت ملی بازبینی فیلم                     | ۸ دسامبر ۲۰۲۲  | بهترین بازیگر مرد                                          | کالین فارل                                              | برنده      | [ ۱ ]  |
| هیئت ملی بازبینی فیلم                     | ۸ دسامبر ۲۰۲۲  | بهترین بازیگر نقش مکمل مرد                                 | برندن گلیسون                                            | برنده      | [ ۱ ]  |
| هیئت ملی بازبینی فیلم                     | ۸ دسامبر ۲۰۲۲  | بهترین فیلمنامه اصلی                                       | مارتین مک‌دونا                                           | برنده      | [ ۱ ]  |
| انجمن ملی منتقدان فیلم                    | ۷ ژانویه ۲۰۲۳  | بهترین بازیگر مرد                                          | کالین فارل                                              | برنده      | [ ۲۹ ] |
| انجمن ملی منتقدان فیلم                    | ۷ ژانویه ۲۰۲۳  | بهترین بازیگر نقش مکمل مرد                                 | بری کیوگان                                              | رتبه سوم   | [ ۲۹ ] |
| انجمن ملی منتقدان فیلم                    | ۷ ژانویه ۲۰۲۳  | بهترین بازیگر نقش مکمل زن                                  | کری کندن                                                | برنده      | [ ۲۹ ] |
| انجمن ملی منتقدان فیلم                    | ۷ ژانویه ۲۰۲۳  | بهترین فیلمنامه                                            | مارتین مک‌دونا                                           | رتبه دوم   | [ ۲۹ ] |
| حلقه منتقدان فیلم نیویورک                 | ۲ دسامبر ۲۰۲۲  | بهترین بازیگر نقش اول مرد                                  | کالین فارل                                              | برنده      | [ ۳۰ ] |
| حلقه منتقدان فیلم نیویورک                 | ۲ دسامبر ۲۰۲۲  | بهترین فیلمنامه                                            | مارتین مک‌دونا                                           | برنده      | [ ۳۰ ] |
| منتقدان فیلم نیویورک آنلاین               | ۱۱ دسامبر ۲۰۲۲ | بهترین تصویر                                               | بنشی‌های اینیشرین                                        | برنده      | [ ۳۱ ] |
| منتقدان فیلم نیویورک آنلاین               | ۱۱ دسامبر ۲۰۲۲ | بهترین کارگردان                                            | مارتین مک‌دونا                                           | برنده      | [ ۳۱ ] |
| منتقدان فیلم نیویورک آنلاین               | ۱۱ دسامبر ۲۰۲۲ | بهترین بازیگر مرد                                          | کالین فارل                                              | برنده      | [ ۳۱ ] |
| منتقدان فیلم نیویورک آنلاین               | ۱۱ دسامبر ۲۰۲۲ | بهترین بازیگر نقش مکمل مرد                                 | برندن گلیسون                                            | برنده      | [ ۳۱ ] |
| منتقدان فیلم نیویورک آنلاین               | ۱۱ دسامبر ۲۰۲۲ | بهترین فیلمنامه                                            | مارتین مک‌دونا                                           | برنده      | [ ۳۱ ] |
| جایزه انجمن تهیه‌کنندگان آمریکا            | ۲۵ فوریه ۲۰۲۳  | بهترین فیلم                                                | بنشی‌های اینیشرین                                        | نامزدشده   | [ ۳۲ ] |
| انجمن منتقدان فیلم سن دیگو                | ۶ ژانویه ۲۰۲۳  | بهترین تصویر                                               | بنشی‌های اینیشرین                                        | برنده      | [ ۳۳ ] |
| انجمن منتقدان فیلم سن دیگو                | ۶ ژانویه ۲۰۲۳  | بهترین کارگردان                                            | مارتین مک‌دونا                                           | نامزدشده   | [ ۳۳ ] |
| انجمن منتقدان فیلم سن دیگو                | ۶ ژانویه ۲۰۲۳  | بهترین بازیگر مرد                                          | کالین فارل                                              | برنده      | [ ۳۳ ] |
| انجمن منتقدان فیلم سن دیگو                | ۶ ژانویه ۲۰۲۳  | بهترین بازیگر نقش مکمل مرد                                 | برندن گلیسون                                            | برنده      | [ ۳۳ ] |
| انجمن منتقدان فیلم سن دیگو                | ۶ ژانویه ۲۰۲۳  | بهترین بازیگر نقش مکمل مرد                                 | بری کیوگان                                              | نامزدشده   | [ ۳۳ ] |
| انجمن منتقدان فیلم سن دیگو                | ۶ ژانویه ۲۰۲۳  | بهترین بازیگر نقش مکمل زن                                  | کری کندن                                                | برنده      | [ ۳۳ ] |
| انجمن منتقدان فیلم سن دیگو                | ۶ ژانویه ۲۰۲۳  | بهترین فیلمنامه اصلی                                       | مارتین مک‌دونا                                           | برنده      | [ ۳۳ ] |
| انجمن منتقدان فیلم سن دیگو                | ۶ ژانویه ۲۰۲۳  | بهترین فیلمبرداری                                          | بن دیویس                                                | رتبه دوم   | [ ۳۳ ] |
| انجمن منتقدان فیلم سن دیگو                | ۶ ژانویه ۲۰۲۳  | بهترین ویرایش                                              | میکل ای.جی. نیلسن                                       | نامزدشده   | [ ۳۳ ] |
| انجمن منتقدان فیلم سن دیگو                | ۶ ژانویه ۲۰۲۳  | بهترین گروه بازیگران                                       | بنشی‌های اینیشرین                                        | رتبه دوم   | [ ۳۳ ] |
| انجمن منتقدان فیلم سن دیگو                | ۶ ژانویه ۲۰۲۳  | بهترین استفاده از موسیقی                                   | بنشی‌های اینیشرین                                        | نامزدشده   | [ ۳۳ ] |
| انجمن منتقدان فیلم سن دیگو                | ۶ ژانویه ۲۰۲۳  | «Body of Work»                                             | کالین فارل                                              | برنده      | [ ۳۳ ] |
| جشنواره بین‌المللی فیلم سن دیگو            | ۲۸ اکتبر ۲۰۲۲  | بهترین فیلم گالا                                           | بنشی‌های اینیشرین                                        | برنده      | [ ۳۴ ] |
| جشنواره بین‌المللی فیلم سن دیگو            | ۲۸ اکتبر ۲۰۲۲  | انتخاب مخاطب                                               | بنشی‌های اینیشرین                                        | برنده      | [ ۳۴ ] |
| حلقه منتقدان فیلم سان‌فرانسیسکو            | ۹ ژانویه ۲۰۲۳  | بهترین تصویر                                               | بنشی‌های اینیشرین                                        | برنده      | [ ۳۵ ] |
| حلقه منتقدان فیلم سان‌فرانسیسکو            | ۹ ژانویه ۲۰۲۳  | بهترین کارگردان                                            | مارتین مک‌دونا                                           | نامزدشده   | [ ۳۵ ] |
| حلقه منتقدان فیلم سان‌فرانسیسکو            | ۹ ژانویه ۲۰۲۳  | بهترین بازیگر مرد                                          | کالین فارل                                              | برنده      | [ ۳۵ ] |
| حلقه منتقدان فیلم سان‌فرانسیسکو            | ۹ ژانویه ۲۰۲۳  | بهترین بازیگر نقش مکمل مرد                                 | برندن گلیسون                                            | نامزدشده   | [ ۳۵ ] |
| حلقه منتقدان فیلم سان‌فرانسیسکو            | ۹ ژانویه ۲۰۲۳  | بهترین بازیگر نقش مکمل مرد                                 | بری کیوگان                                              | نامزدشده   | [ ۳۵ ] |
| حلقه منتقدان فیلم سان‌فرانسیسکو            | ۹ ژانویه ۲۰۲۳  | بهترین بازیگر نقش مکمل زن                                  | کری کندن                                                | برنده      | [ ۳۵ ] |
| حلقه منتقدان فیلم سان‌فرانسیسکو            | ۹ ژانویه ۲۰۲۳  | بهترین فیلمنامه اصلی                                       | مارتین مک‌دونا                                           | نامزدشده   | [ ۳۵ ] |
| حلقه منتقدان فیلم سان‌فرانسیسکو            | ۹ ژانویه ۲۰۲۳  | بهترین فیلمبرداری                                          | بن دیویس                                                | نامزدشده   | [ ۳۵ ] |
| حلقه منتقدان فیلم سان‌فرانسیسکو            | ۹ ژانویه ۲۰۲۳  | بهترین تدوین فیلم                                          | میکل ای.جی. نیلسن                                       | نامزدشده   | [ ۳۵ ] |
| حلقه منتقدان فیلم سان‌فرانسیسکو            | ۹ ژانویه ۲۰۲۳  | بهترین موسیقی متن اصلی                                     | کارتر بورول                                             | نامزدشده   | [ ۳۵ ] |
| حلقه منتقدان فیلم سان‌فرانسیسکو            | ۹ ژانویه ۲۰۲۳  | بهترین طراحی تولید                                         | مارک تیلدزلی و مایکل استندیش                            | نامزدشده   | [ ۳۵ ] |
| جایزه ستلایت                              | ۳ مارس ۲۰۲۳    | بهترین فیلم سینمایی - کمدی یا موزیکال                      | بنشی‌های اینیشرین                                        | در انتظار  | [ ۳۶ ] |
| جایزه ستلایت                              | ۳ مارس ۲۰۲۳    | بهترین کارگردان                                            | مارتین مک‌دونا                                           | نامزدشده   | [ ۳۶ ] |
| جایزه ستلایت                              | ۳ مارس ۲۰۲۳    | بهترین بازیگر مرد در فیلم سینمایی – کمدی یا موزیکال        | کالین فارل                                              | نامزدشده   | [ ۳۶ ] |
| جایزه ستلایت                              | ۳ مارس ۲۰۲۳    | بهترین بازیگر نقش مکمل مرد – فیلم سینمایی                  | برندن گلیسون                                            | نامزدشده   | [ ۳۶ ] |
| جایزه ستلایت                              | ۳ مارس ۲۰۲۳    | بهترین بازیگر نقش مکمل زن – فیلم سینمایی                   | کری کندن                                                | نامزدشده   | [ ۳۶ ] |
| جایزه ستلایت                              | ۳ مارس ۲۰۲۳    | بهترین فیلمنامه اصلی                                       | مارتین مک‌دونا                                           | برنده      | [ ۳۶ ] |
| جایزه ستلایت                              | ۳ مارس ۲۰۲۳    | بهترین فیلمبرداری                                          | بن دیویس                                                | نامزدشده   | [ ۳۶ ] |
| جایزه ستلایت                              | ۳ مارس ۲۰۲۳    | بهترین موسیقی متن اصلی                                     | کارتر بورول                                             | نامزدشده   | [ ۳۶ ] |
| انجمن منتقدان فیلم سیاتل                  | ۱۷ ژانویه ۲۰۲۳ | بهترین تصویر سال                                           | بنشی‌های اینیشرین                                        | نامزدشده   | [ ۳۷ ] |
| انجمن منتقدان فیلم سیاتل                  | ۱۷ ژانویه ۲۰۲۳ | بهترین کارگردان                                            | مارتین مک‌دونا                                           | نامزدشده   | [ ۳۷ ] |
| انجمن منتقدان فیلم سیاتل                  | ۱۷ ژانویه ۲۰۲۳ | بهترین بازیگر مرد در نقش اصلی                              | کالین فارل                                              | برنده      | [ ۳۷ ] |
| انجمن منتقدان فیلم سیاتل                  | ۱۷ ژانویه ۲۰۲۳ | بهترین بازیگر نقش مکمل مرد در نقش مکمل                     | برندن گلیسون                                            | نامزدشده   | [ ۳۷ ] |
| انجمن منتقدان فیلم سیاتل                  | ۱۷ ژانویه ۲۰۲۳ | بهترین بازیگر نقش مکمل مرد در نقش مکمل                     | بری کیوگان                                              | نامزدشده   | [ ۳۷ ] |
| انجمن منتقدان فیلم سیاتل                  | ۱۷ ژانویه ۲۰۲۳ | بهترین بازیگر نقش مکمل زن                                  | کری کندن                                                | برنده      | [ ۳۷ ] |
| انجمن منتقدان فیلم سیاتل                  | ۱۷ ژانویه ۲۰۲۳ | بهترین فیلمنامه                                            | مارتین مک‌دونا                                           | برنده      | [ ۳۷ ] |
| انجمن منتقدان فیلم سیاتل                  | ۱۷ ژانویه ۲۰۲۳ | بهترین گروه بازیگران                                       | بنشی‌های اینیشرین                                        | نامزدشده   | [ ۳۷ ] |
| انجمن منتقدان فیلم سیاتل                  | ۱۷ ژانویه ۲۰۲۳ | بهترین موسیقی متن اصلی                                     | کارتر بورول                                             | نامزدشده   | [ ۳۷ ] |
| جوایز انجمن بازیگران فیلم                 | ۲۶ فوریه ۲۰۲۳  | گروه بازیگران برجسته در یک فیلم سینمایی                    | کری کندن، کالین فارل، برندن گلیسون، و بری کیوگان        | نامزدشده   | [ ۳۸ ] |
| جوایز انجمن بازیگران فیلم                 | ۲۶ فوریه ۲۰۲۳  | بازیگر نقش اول مرد برجسته                                  | کالین فارل                                              | نامزدشده   | [ ۳۸ ] |
| جوایز انجمن بازیگران فیلم                 | ۲۶ فوریه ۲۰۲۳  | بازیگر نقش مکمل مرد برجسته                                 | برندن گلیسون                                            | نامزدشده   | [ ۳۸ ] |
| جوایز انجمن بازیگران فیلم                 | ۲۶ فوریه ۲۰۲۳  | بازیگر نقش مکمل مرد برجسته                                 | بری کیوگان                                              | نامزدشده   | [ ۳۸ ] |
| جوایز انجمن بازیگران فیلم                 | ۲۶ فوریه ۲۰۲۳  | بهترین بازیگر نقش مکمل زن                                  | کری کندن                                                | نامزدشده   | [ ۳۸ ] |
| انجمن منتقدان فیلم سنت لوئیس              | ۱۸ دسامبر ۲۰۲۲ | بهترین تصویر                                               | بنشی‌های اینیشرین                                        | نامزدشده   | [ ۳۹ ] |
| انجمن منتقدان فیلم سنت لوئیس              | ۱۸ دسامبر ۲۰۲۲ | بهترین کارگردان                                            | مارتین مک‌دونا                                           | نامزدشده   | [ ۳۹ ] |
| انجمن منتقدان فیلم سنت لوئیس              | ۱۸ دسامبر ۲۰۲۲ | بهترین بازیگر مرد                                          | کالین فارل                                              | نامزدشده   | [ ۳۹ ] |
| انجمن منتقدان فیلم سنت لوئیس              | ۱۸ دسامبر ۲۰۲۲ | بهترین بازیگر نقش مکمل مرد                                 | برندن گلیسون                                            | رتبه دوم   | [ ۳۹ ] |
| انجمن منتقدان فیلم سنت لوئیس              | ۱۸ دسامبر ۲۰۲۲ | بهترین بازیگر نقش مکمل زن                                  | کری کندن                                                | برنده      | [ ۳۹ ] |
| انجمن منتقدان فیلم سنت لوئیس              | ۱۸ دسامبر ۲۰۲۲ | بهترین فیلمنامه اصلی                                       | مارتین مک‌دونا                                           | برنده      | [ ۳۹ ] |
| انجمن منتقدان فیلم سنت لوئیس              | ۱۸ دسامبر ۲۰۲۲ | بهترین فیلمبرداری                                          | بن دیویس                                                | برنده      | [ ۳۹ ] |
| انجمن منتقدان فیلم سنت لوئیس              | ۱۸ دسامبر ۲۰۲۲ | بهترین ویرایش                                              | میکل ای.جی. نیلسن                                       | نامزدشده   | [ ۳۹ ] |
| انجمن منتقدان فیلم سنت لوئیس              | ۱۸ دسامبر ۲۰۲۲ | بهترین طراحی تولید                                         | مارک تیلدزلی                                            | نامزدشده   | [ ۳۹ ] |
| انجمن منتقدان فیلم سنت لوئیس              | ۱۸ دسامبر ۲۰۲۲ | بهترین موسیقی متن                                          | کارتر بورول                                             | رتبه دوم   | [ ۳۹ ] |
| انجمن منتقدان فیلم سنت لوئیس              | ۱۸ دسامبر ۲۰۲۲ | بهترین گروه بازیگران                                       | بنشی‌های اینیشرین                                        | نامزدشده   | [ ۳۹ ] |
| انجمن منتقدان فیلم تورنتو                 | ۸ ژانویه ۲۰۲۳  | بهترین بازیگر مرد                                          | کالین فارل                                              | رتبه دوم   | [ ۴۰ ] |
| انجمن منتقدان فیلم تورنتو                 | ۸ ژانویه ۲۰۲۳  | بهترین بازیگر نقش مکمل مرد                                 | برندن گلیسون                                            | رتبه دوم   | [ ۴۰ ] |
| انجمن منتقدان فیلم تورنتو                 | ۸ ژانویه ۲۰۲۳  | بهترین بازیگر نقش مکمل مرد                                 | بری کیوگان                                              | رتبه دوم   | [ ۴۰ ] |
| انجمن منتقدان فیلم تورنتو                 | ۸ ژانویه ۲۰۲۳  | بهترین فیلمنامه                                            | مارتین مک‌دونا                                           | برنده      | [ ۴۰ ] |
| جشنواره فیلم ونیز                         | ۳۱ اوت ۲۰۲۲    | شیر طلایی                                                  | مارتین مک‌دونا                                           | نامزدشده   | [ ۴۱ ] |
| جشنواره فیلم ونیز                         | ۳۱ اوت ۲۰۲۲    | اوسلای طلایی                                               | مارتین مک‌دونا                                           | برنده      | [ ۲ ]  |
| جشنواره فیلم ونیز                         | ۳۱ اوت ۲۰۲۲    | جام ولپی بهترین بازیگر مرد                                 | کالین فارل                                              | برنده      | [ ۲ ]  |
| انجمن منتقدان فیلم منطقه واشینگتن، دی.سی. | ۱۲ دسامبر ۲۰۲۲ | بهترین فیلم                                                | بنشی‌های اینیشرین                                        | نامزدشده   | [ ۴۲ ] |
| انجمن منتقدان فیلم منطقه واشینگتن، دی.سی. | ۱۲ دسامبر ۲۰۲۲ | بهترین کارگردان                                            | مارتین مک‌دونا                                           | نامزدشده   | [ ۴۲ ] |
| انجمن منتقدان فیلم منطقه واشینگتن، دی.سی. | ۱۲ دسامبر ۲۰۲۲ | بهترین بازیگر مرد                                          | کالین فارل                                              | برنده      | [ ۴۲ ] |
| انجمن منتقدان فیلم منطقه واشینگتن، دی.سی. | ۱۲ دسامبر ۲۰۲۲ | بهترین بازیگر نقش مکمل مرد                                 | برندن گلیسون                                            | نامزدشده   | [ ۴۲ ] |
| انجمن منتقدان فیلم منطقه واشینگتن، دی.سی. | ۱۲ دسامبر ۲۰۲۲ | بهترین بازیگر نقش مکمل مرد                                 | بری کیوگان                                              | نامزدشده   | [ ۴۲ ] |
| انجمن منتقدان فیلم منطقه واشینگتن، دی.سی. | ۱۲ دسامبر ۲۰۲۲ | بهترین بازیگر نقش مکمل زن                                  | کری کندن                                                | برنده      | [ ۴۲ ] |
| انجمن منتقدان فیلم منطقه واشینگتن، دی.سی. | ۱۲ دسامبر ۲۰۲۲ | بهترین فیلمنامه اصلی                                       | مارتین مک‌دونا                                           | نامزدشده   | [ ۴۲ ] |
| انجمن منتقدان فیلم منطقه واشینگتن، دی.سی. | ۱۲ دسامبر ۲۰۲۲ | بهترین گروه بازیگران                                       | بنشی‌های اینیشرین                                        | نامزدشده   | [ ۴۲ ] |